# Hlízov (zámek)
Hlízov je zámek ve stejnojmenné vesnici severně od Kutné Hory ve Středočeském kraji. Postaven byl v barokním slohu jako vrchnostenské sídlo drobného panství, ale dochovaná podoba je výsledkem empírových a pozdějších úprav. Zámek se sousedním hospodářským dvorem jsou chráněny jako kulturní památka.

## Historie
Starším vrchnostenským sídlem v Hlízově bývala nejspíše od patnáctého století tvrz, ale její poloha je nejasná. Podle Tomáše Šimka stávala na stejném místě jako zámek, ale podle Památkového katalogu stávala jinde. V sedmdesátých letech šestnáctého století ji získala rodina kutnohorských měšťanů Šatných z Olivetu. Už tehdy byla tvrz ve špatném stavu a majitelé na ní nejspíš vůbec nesídlili, takže postupně docela zchátrala a v historických pramenech z let 1586 a 1601 se uvádí jen tvrziště. Statek se za Šatných z Olivetu velmi zadlužil a v roce 1657 jej koupil největší věřitel Adam Jaroslav Schofmann z Hammerlesu, který jej připojil ke konárovickému panství.
Samostatným statkem tvořeným jedinou vsí se Hlízov znovu stal v roce 1736, kdy jej získala Kateřina Wiederbergerová, rozená Schofmannová, která ve vsi nechala postavit barokní zámek. Ještě před jeho dokončením vesnici v roce 1741 prodala Václavu Klusákovi z Kostelce. Výstavba zámku probíhala až do roku 1746, kdy byla dokončena kaple Čtrnácti svatých pomocníků.
Dalším majitelem Hlízova se v letech 1757–1786 stal Antonín Jestřibský z Rýzmburka, kterého vystřídal kutnohorský měšťan Václav Janovický. V roce 1791 od něj vesnici koupil Jan Rudolf Chotek z Chotkova a připojil ji k novodvorskému panství. Od té doby hlízovský zámek sloužil jen správě hospodářského dvora a k ubytování úředníků. Přesto Jan Rudolf Chotek nechal zámecké fasády upravit v empírovém slohu. Plány datované rokem 1818 zhotovil Jan Filip Joendl.
V roce 1911 získali novodvorský velkostatek po Chotcích z Chotkova Thun-Hohensteinové, kterým byl v roce 1945 zkonfiskován. Ve druhé polovině dvacátého století budovu spravoval místní národní výbor. Nacházely se v ní pobočky pošty, spořitelny a několik bytů.

## Stavební podoba
Zámek stojí na východní straně hlízovské návsi. Jednopatrová budova má obdélníkový půdorys a mansardovou střechu s drobnou vížkou, postavenou v roce 1764. Hlavní průčelí obrácené do dvora zdůrazňuje mělký rizalit, v němž se nachází vstupní portál. Interiéry byly přizpůsobeny novodobým potřebám, ale původní vzhled si udržely některé pokoje v prvním patře a kaple, jejíž polygonální presbytář na severní straně vystupuje z obrysu stavby. K památkově chráněnému areálu kromě zámku patří také špýchar s navazující hospodářskou budovou, dvě stodoly a přilehlé jižní křídlo dvora, chlévy, ohradní zeď s branou a dům čp. 136. Fasády hospodářských budov jsou členěné dórskými pilastry a čelními lichými arkádami.